# Kozagawa
Kozagawa (古座川町?) è una cittadina giapponese della prefettura di Wakayama.